# Pseudogaleomma sakashitai
Pseudogaleomma sakashitai is een tweekleppigensoort uit de familie van de Galeommatidae. De wetenschappelijke naam van de soort is voor het eerst geldig gepubliceerd in 1977 door Habe.